# Janez Kardelj (igralec)
Za slikarja glej Janez Kardelj (slikar).
Janez Kardelj, slovenski gledališki igralec, * 24. junij 1914, Ljubljana, † 18. avgust(?) 1942, pri Starem Logu.
Po poklicu je bil zobotehnik. Kot igralec se je udejstvoval že pred 2. sv. vojno. Med igralce Šentjakobskega gledališča v Ljubljani se je vključil v gledališki sezoni1937/1938 in odigral šest vlog v sedeminštiridesetih ponovitvah. Po odhodu v partizane leta 1942 je poleti istega leta organiziral in vodil samostojno gledališko skupino, ki je kot prvi agitteater nastopala na Dolenjskem. V roški ofenzivi je okupator nekaj tednov po nastanku skupine le-to uničil, pri čemer je padel tudi Kardelj.
Bil je brat Edvarda Kardelja.

## Vir
- Slovenski gledališki leksikon, 1972